# 柯克伍德山
柯克伍德山（英語：Mount Kirkwood），是南極洲的山峰，位於南設得蘭群島的欺骗岛中部，處於入口角以西6公里，海拔高度460米，由英國探險隊繪入地圖，現時由南極條約體系管理。